# Pietro Alicata
Pietro Alicata is een Italiaans bioloog en als hoogleraar in de zoölogie verbonden aan de Universiteit van Catania.
Hij is voorzitter van de Associazione Naturalistica di ricerca e Conservazione. Als arachnoloog ontdekte Alicata  enkele spinnensoorten uit de families van de springspinnen en celspinnen. Hij is tevens voorzitter van de Ente Fauna Siciliana.